# Rue Saint-Antoine (Marseille)
Cet article concerne la rue du 2e arrondissement. Pour celle du 15e, voir Avenue de Saint-Antoine.
La rue Saint-Antoine est une voie située dans le 2e arrondissement de Marseille. 

## Situation et accès
Elle va de la rue des Mauvestis à la place Sadi-Carnot qu’elle rejoint par un escalier établi dans le mur de soutènement de la rue de la République.

## Origine du nom
Cette rue porte le nom d’un des plus anciens établissements hospitaliers de Marseille. 

## Historique
Au début du XIIe siècle, les chevaliers de Saint-Antoine y soignaient les personnes atteintes du « mal des ardents » ou « mal de Saint-Antoine » provoqué par l’ergot de seigle, champignon qui parasite le seigle et se développe surtout durant les années humides.